# Flagstaff (système d'arcade)
Pour les articles homonymes, voir Flagstaff.
Le Flagstaff est un système de jeux vidéo pour borne d'arcade destiné aux salles d'arcade, créé par la société Atari Games.

## Description
Ce système est lancé par Atari Games durant l'année 1996. Il succède au système d'arcade d'Atari Games 3D0 Prototype.
Le Flagstaff est très similaire aux systèmes d'arcade Seattle et Phoenix. Il utilise la même architecture, les différences résident dans la fréquence du processeur principal, un choix de processeur et de puce audio différent. Les jeux se présentent sous la forme de disques dur à connecter sur la PCB principale.
Ce système ne connaitra que deux versions de San Francisco Rush. Il sera vite abandonné au profit du Phoenix, du Seattle, puis d'autres systèmes.

## Spécifications techniques

### Processeur
- MIPS R5000 (MIPS) cadencé de 100MHz à 200MHz

RAM : 8MB, 512KB Boot ROM

### Processeur graphique
- 3DFX FBI avec 2MB frame buffer
- 2 x 3DFX TMU with 4MB texture memory
- 3D texturée, capable de toutes les fonctions 3DFX

### Audio
- Cage Sound System (TMS32C031 cadencé à 33 MHz)
- RAM : 8MB DRAM

### Autres
- Conrolleur système : Galileo GT64010
- Controlleur IDE : National Semiconductor PC87415
- I/O board : Midway I/O ASIC
- Controlleur ethernet : SMC91C94, ADC0848 8 x convertisseur A-to-D

### Média
- Disque dur

## Liste des jeux
| Titre                                           | Développeur | Éditeur     | Système   | Genre  | Date |
| ----------------------------------------------- | ----------- | ----------- | --------- | ------ | ---- |
| San Francisco Rush: Extreme Racing              | Atari Games | Atari Games | Flagstaff | Course | 1996 |
| San Francisco Rush: The Rock - Alcatraz Edition | Atari Games | Atari Games | Flagstaff | Course | 1997 |